# Dapeng International Plaza
Dapeng International Plaza é um arranha-céu, com 269 metros (884 pés). Edificado na cidade de Cantão, China, foi concluído em 2007 com 56 andares.